# Michael Cartellone
 Michael Cartellone , né le 7 juin 1962 à Cleveland, est un batteur américain.
Cartellone est l'ancien batteur de Damn Yankees (1989–1996, 1998–2001) et un ancien batteur d'Accept (1996). Après la séparation de Damn Yankees, Cartellone travaille comme batteur de tournée pour Ted Nugent et plus tard John Fogerty avant de s'installer avec Lynyrd Skynyrd.
Cartellone tourne et enregistre avec une grande variété d'artistes dont Jack Blades (après la dissolution de Damn Yankees), Cher, John Fogerty, Peter Frampton, Brad Gillis, Wolf Hoffmann, Eddie Jobson, Freddie Mercury, Tommy Shaw (avant et après la formation de Damn Yankees), Shaw Blades, Joe Lynn Turner et John Wetton. Cartellone est le batteur de l'album de 2009 de l'ancien chanteur de Faith No More Chuck Mosley, Will Rap Over Hard Rock for Food.
Il est également un peintre accompli et un ardent fan de Charlie Chaplin et des Guardians de Cleveland.
Cartellone utilise des batteries, des pédales et du matériel Pearl et des cymbales Zildjian, notamment les séries personnalisées A et A, mais utilisait auparavant la série personnalisée Z dans le passé, et il utilise également des peaux de batterie Remo.

## Discographie
Damn Yankees
- Damn Yankees, 1990
- Don't Tread, 1992
- Extended Versions, 2008

Freddie Mercury
- "In My Defence", The Great Pretender, 1992

Vince Neil
- "You're Invited But Your Friends Can't Come", Encino Man (Music From The Original Motion Picture Soundtrack), 1992

Brad Gillis
- Gilrock Ranch, 1993

John Wetton
- Battle Lines, 1994
- The Studio Recordings Anthology, 2015

Shaw Blades
- Hallucination, 1995

Accept
- Predator, 1996

Peter Frampton
- "The Frightened City", Twang! – A Tribute To Hank Marvin & The Shadows 1996

Wolf Hoffmann
- Classical, 1997

Lynyrd Skynyrd
- Edge of Forever, 1999
- Christmas Time Again, 2000
- Vicious Cycle, 2003
- Lynyrd Skynyrd Lyve: The Vicious Cycle Tour, 2004
- God & Guns, 2009
- Live from Freedom Hall, 2010
- Last of a Dyin' Breed, 2012
- Pronounced 'Lĕh-'nérd 'Skin-'nérd & Second Helping Live From Jacksonville At The Florida Theatre, 2015

Steve Fister
- Age of Great Dreams, 1999

Jack Blades
- Jack Blades, 2004

Joe Lynn Turner
- Second Hand Life, 2007

Joe Bouchard
- Jukebox in My Head, 2009

Chuck Mosley
- Will Rap Over Hard Rock for Food, 2009